# لاچنزو
لاچنزو (پرتغالی: Lucenzo؛ زادهٔ ۲۷ مهٔ ۱۹۸۳) خوانندگی، رپ، تهیه‌کننده موسیقی پرتغالی فرانسوی است. لاچنزو با گروه موسیقی یونیورسال قرار داد دارد و تمامی آهنگ های وی تحت این لیبل ساخته و منتشر می شود.